# Lettergreeplengte
Lettergreeplengte - ook wel omschreven als lettergreepgewicht - verwijst in de fonologie naar een soort "collectieve waarde" die wordt gevormd door zowel het totale aantal als de duur van de segmenten van een lettergreep, die gezamenlijk de nucleus en de coda van de lettergreep vormen - ofwel het gedeelte van de lettergreep dat soms ook wel rijm wordt genoemd -, versus de anlaut. 

## Definitie
- Een lange ofwel zware lettergreep bevat ofwel een vertakte nucleus en geen coda (open lettergreep), ofwel een gewone nucleus en een vertakt rijm (gesloten lettergreep). 
  - Een vertakte nucleus is een nucleus die wordt gevormd door ofwel een lange klinker ofwel een diftong. Dit wordt schematisch weergegeven als (M)KK (M = Medeklinker, K = Klinker).
  - Een vertakt rijm is een rijm met een coda, dus eindigend op een medeklinker. Dit wordt schematisch weergegeven als (M)KM.

Lettergrepen met een (M)KK-structuur worden in nagenoeg alle talen als zwaar beschouwd. Lettergrepen met een (M)KM-structuur zijn in sommige talen zwaar en in andere licht. Lettergrepen met een (M)K-structuur - dus met een gewone nucleus (korte klinker) zonder coda - zijn altijd licht. 
In sommige talen bestaan ook nog "superzware" lettergrepen. Dit zijn lettergrepen met ofwel twee medeklinkers in de coda ((M)KMM) ofwel zowel een vertakte nucleus als een coda ((M)KKM)

## Toepassingen
Het onderscheid tussen lichte vs. korte en zware vs. lange lettergrepen is met name voor het klemtoonsysteem van veel talen van groot belang. 
In het Turks is de hoofdklemtoon over het algemeen een jambe. Dit betekent dat hij ligt op de voorlaatste lettergreep van woorden. Maar wanneer de laatste prosodische voet begint met een zware lettergreep, verschuift de klemtoon automatisch naar deze lettergreep. Hierdoor verandert het woord in zijn geheel in een proparoxytonon en wordt de hoofdklemtoon trochaïsch in plaats van jambisch.
Ook in het metrum van de Griekse en Latijnse poëzie speelde lettergreeplengte een zeer belangrijke rol. Een lange lettergreep werd longum genoemd, een korte brevis. Een lettergreep werd als zwaar beschouwd als hij ofwel de (M)KK-structuur ofwel de (M)KMM(M)-structuur had. Als gevolg van syllabificatie werd in de gesproken taal een medeklinker aan de voorafgaande lettergreep toegevoegd wanneer hij werd gevolgd door een andere medeklinker.  In de 2 versregels
Arma virumque cano, Troiae qui primus ab oris 
(Aeneid 1.1-2) 
is de eerste lettergreep van het eerste woord dus zwaar, want hij bevat de medeklinkercluster -rm. De tweede lettergreep (av) is licht, omdat hij alleen maar een klinker en een medeklinker bevat. De derde lettergreep (ir) is eveneens licht. De vierde lettergreep is echter weer zwaar, aangezien hij een klinker en de twee medeklinkers m en k bevat. De vijfde lettergreep - die begint met Tr- - is ook  zwaar, vanwege de vertakte nucleus (-oi is een diftong).